# تيفاني فوستر
تيفاني فوستر هي فارسة ‏ كندية، ولدت في 24 يوليو 1984 في فانكوفر في كندا.

## وصلات خارجية
- تيفاني فوستر على موقع الاتحاد الدولي للفروسية (الإنجليزية)
- تيفاني فوستر على موقع FEI (رابط بديل) (الإنجليزية)
- تيفاني فوستر على موقع أوليمبيديا (الإنجليزية)
- تيفاني فوستر على موقع اللجنة الأولمبية الكندية (الإنجليزية)